# Hrotnokřídlec chmelový
Hrotnokřídlec chmelový (Hepialus humuli) je motýl z čeledi hrotnokřídlecovití. 

## Popis
Přední křídlo měří v průměru 2–3,5 cm. Mezi oběma pohlavími se objevuje značný dimorfismus. Samci jsou obvykle menší. Jejich křídla jsou jednobarevná, stříbrně bílá. Samice jsou větší, jsou hnědavě-žluté a jejich přední křídla jsou zdobena oranžovou kresbou. Zadní křídla jsou hnědá. Obě pohlaví mají poměrně krátká tykadla.  

### Housenka

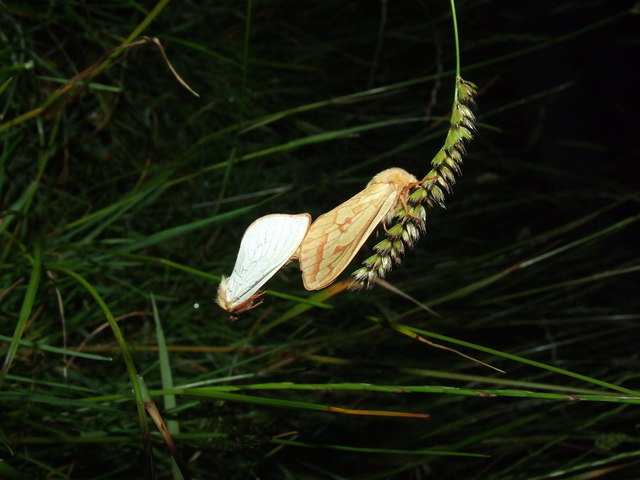
Pařící se pár hrotnokřídleců chmelových, (samice, oranžová, větší) (samec, bílý, menší)

Housenka hrotnokřídlece chmelového dvakrát přezimuje. Její vývoj začíná v srpnu a končí v dubnu. Vývoj housenky ustává rychle po jejím vylíhnutí z vajíčka, nastává konec příjmu potravy a začíná klidová fáze, hibernace. V průběhu následujícího roku vývoj pokračuje. Plně dorostlé jsou již na podzim, kuklí se však až na jaře, a to až po druhém přezimování, v trubicovitém zámotku v zemi.

### Páření
Motýl létá od konce května až do poloviny srpna. Létá za soumraku. Nejprve se rojí samci (těsně nad vegetací). Po několika minutách jejich let ustává, samci poté usedají do trávy. Krátce nato vyletují samice. Samci mají na nohách pachové šupiny a chlupy, s jejich pomocí za letu rozšiřují feromony, které samice podněcují k páření. Samice nelétají k samcům přímo, ale vypouštějí vlastní sexuální feromon, který záhy vede k páření. Oplozené samice kladou za letu velké množství drobných vajíček, a to volně do trávy.

## Rozšíření
Vyskytuje se v Evropě, v mírném i chladném pásu. Areál rozšíření sahá i za polární kruh, až po Laponsko. Obývá převážně podhorské a nižší horské oblasti.

## Ekologie
Hostitelskými rostlinami hrotnokřídlece chmelového jsou kořeny různých bylin a trav. Mezi nejčastější patří šťovík, pampeliška, lopuch, devětsil, podběl, mrkev a chmel.